# Renommée
Pour les articles homonymes, voir Trompette de la renommée.
Pour la frégate française, voir HMS Java (1811).

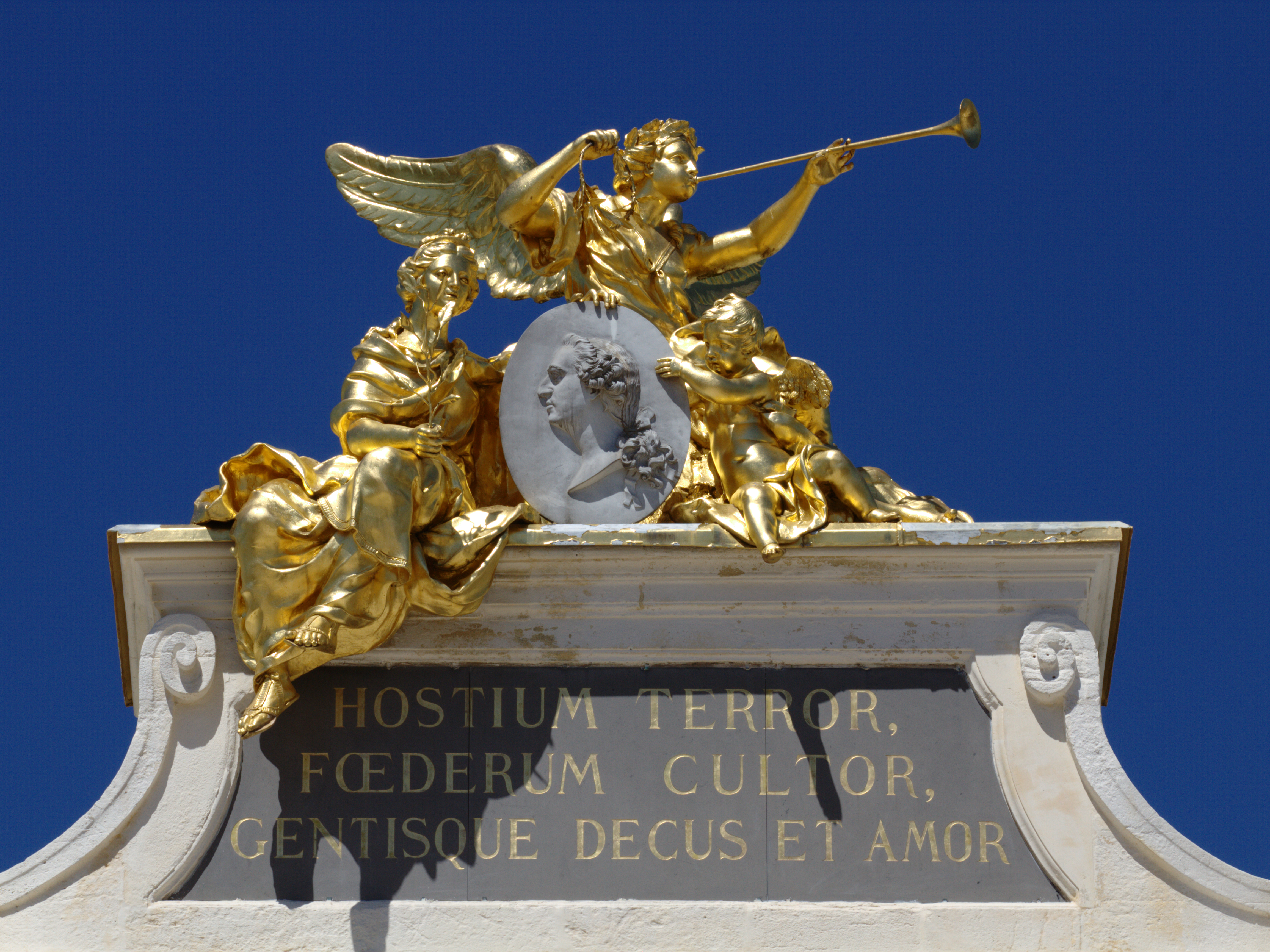
Allégorie de la Renommée embouchant sa trompette, place Stanislas à Nancy.

La Renommée est à l'origine une divinité grecque allégorique, personnifiant le caractère de la reconnaissance publique ou sociale. Elle est aussi connue sous le nom de Pheme (en grec ancien Φήμη / Phḗmē) et correspond à Fama chez les Romains.
La renommée est une divinité ailée, fille de Gaïa, possédant de nombreux yeux et de nombreuses bouches lui permettant de prendre connaissance des secrets des mortels et de les divulguer. Ces caractéristiques en faisaient une divinité crainte et respectée. Elle est la messagère de Zeus ou la subside d'Hermès, ce dernier trait ayant surtout été utilisé par les Romains qui ont répandu et complété son caractère.
Avec les Romains, la divinité a perdu son apparence monstrueuse, pour celle d'une femme ailée souvent représentée avec une trompe. C'est cette forme qui a été reprise par de nombreux artistes à partir du Moyen Âge. Toutefois, elle est l'aspect bénéfique de Fama, divinité des rumeurs avec deux trompes de longueurs différentes.

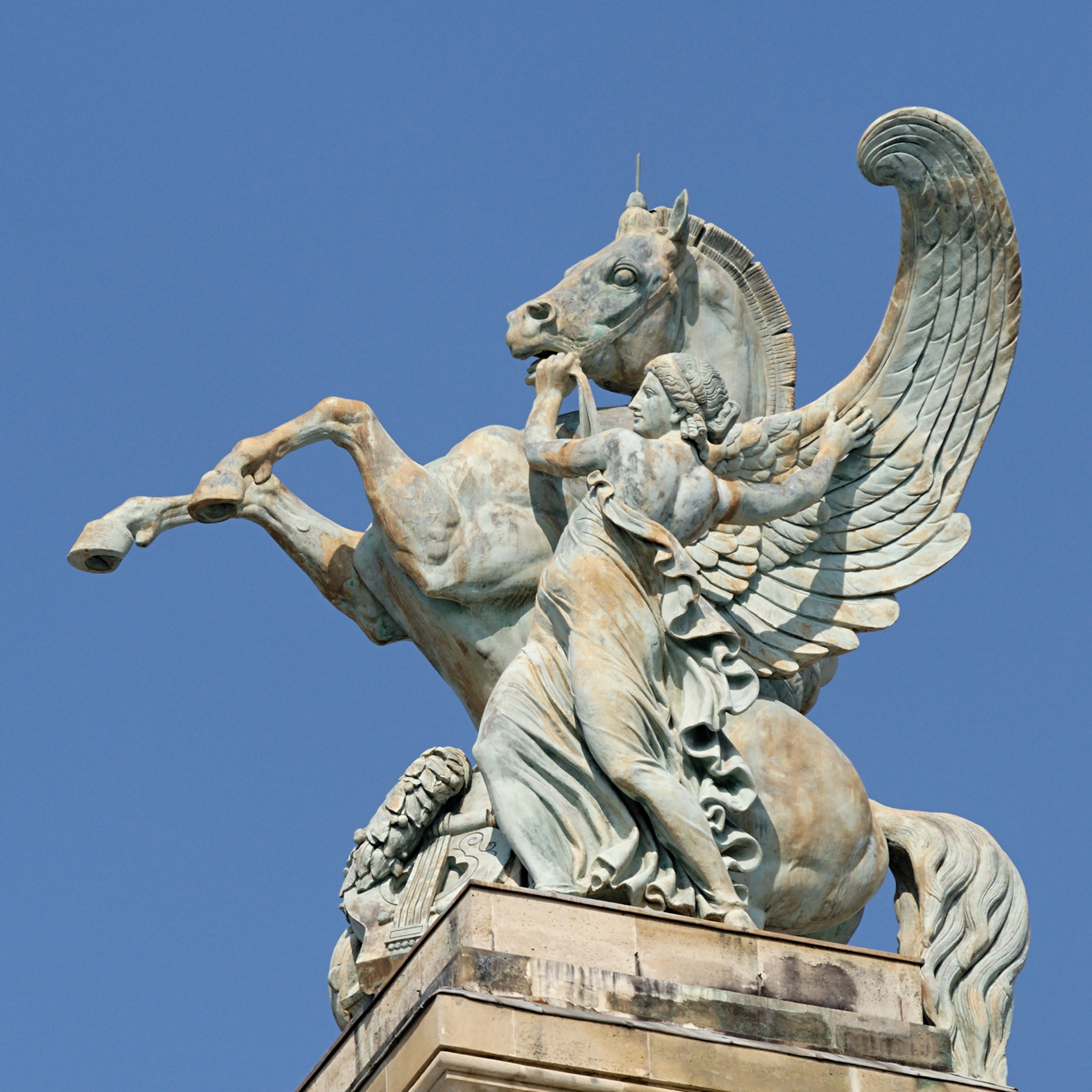
Pegasus, Lequesne, Palais Garnier, Paris.

## Dans l'art

### Sculpture

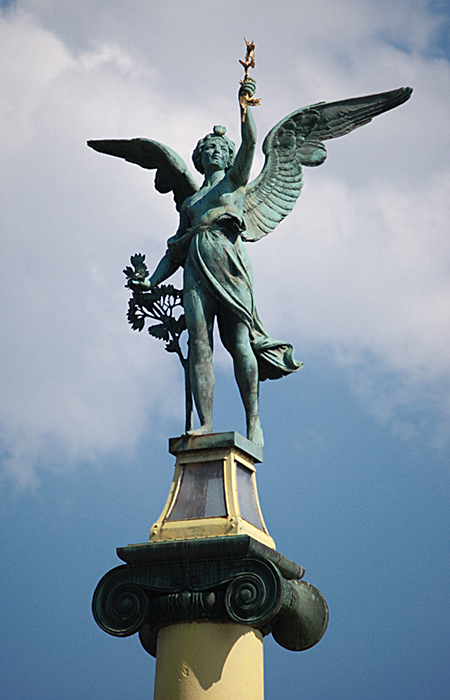
Renommée du pont Cech à Prague.

- La Renommée du Roi, marbre de Domenico Guidi, dans la demi-lune du bassin de Neptune du jardin de Versailles ;
- La Renommée du Roi, marbre d'Antoine Coysevox, 1698-1702, au musée du Louvre[1],[2] ;
- La Renommée du Roi, copie de la précédente, placée au sommet du dôme des grandes écuries du domaine de Chantilly ; fondue durant la Révolution, elle a été remplacée par une nouvelle copie en 1989 ;
- La Renommée, bronze de Pierre Biard au Louvre ;
- La Renommée, bronze doré placé au sommet du beffroi d'Amiens ;
- Les Renommées des quatre pylônes du pont Alexandre-III à Paris ;
- Les Renommées des quatre pylônes du pont de Fragnée à Liège ;
- Les Renommées des quatre pylônes du pont Svatopluk Čech, à Prague (photo) ;
- Les Renommées de l'Arc de triomphe de l'Étoile, à Paris ;
- Les Renommées de l'Arc de triomphe du Carrousel, à Paris aussi ;
- La Renommée, bronze (sculpteur : Paul Gasq ; fondeurs : les Thiébaut), sur le monument à La République à Dijon ;
- La Renommée dans La Glorification de l'Art, allégorie du sculpteur Paul De Vigne, au musée d'art ancien de Bruxelles.

### Littérature et musique
- Tribut envoyé par les animaux à Alexandre, fable de La Fontaine.
- Les Trompettes de la renommée, chanson et album de Georges Brassens.

### Autres
Tapisseries en laine de portières de renommées,
- attribuée à Charles Le Brun, comme au château de Vaux-le-Vicomte, à Maincy (1662) ;
- inspirée par le même, entre 1701 et 1725[3].

## Divers
- La Renommée est une marque de plume métallique fabriquée par la société Blanzy-Poure & Cie[4].
- La Renommée est un vaisseau de ligne de quatrième rang de la Marine royale de Louis XIV.
- Les temples de la renommée  sont des pratiques qui consistent, principalement dans les pays anglophones, à honorer des individus ayant réalisé des choses majeures dans leurs domaines respectifs comme  le sport ou la musique.
- Le temple de la renommée d'Internet est un prix créé en 2012, et décerné par l'Internet Society (ISOC), qui récompense l'ensemble de la carrière d'une personne, en reconnaissance de ses contributions significatives au développement et à l'avancement d'Internet.
- Le temple de la renommée Terry Fox est une récompense décernée depuis 1993  pour honorer les « Canadiens qui ont contribué de façon extraordinaire à enrichir la qualité de vie des personnes handicapées physiquement ».